# Гипозавр
Гипозавр (лат. Gyposaurus) — вымерший род базальных зауроподоморфных динозавров, окаменелые остатки которого были найдены в отложениях ранней юры ЮАР. Таксон считается сомнительным, но азиатский вид "G." sinensis рассматривается как валидный.

## Таксономия

Реконструкция

Типовой вид, G. capensis, был описан в 1911 году шотландским врачом и палеонтологом Робертом Брумом по частичному скелету, состоящему из одиннадцати спинных и шести хвостовых позвонков, рёбер, гастралий, части правой лопатки, правой тазовой кости, левой подвздошной кости и костей правой задней конечности, обнаруженным в формации Эллиот в провинции Оранжевое свободное государство, Южная Африка. Изначально он считал, что этот образец относится к сомнительному роду Hortalotarsus. Galton и Cluver отнесли эти остатки к анхизавру в 1976 году; позже Cooper в 1981 году синонимизировал род с массоспондилом.
Второй вид, «G.» sinensis, описал китайский палеонтолог Ян Чжунцзянем в 1941 году по четырём образцам, включая фрагменты челюстей и посткраниальный материал из раннеюрской формации Луфэн в провинции Юньнань, Китай. В 1976 году Galton отнёс его к луфенгозавру,  а Dong Zhiming в 1992 году отнёс его к анхизавру. Galton and Upchurch (2004) считали его отдельным таксоном, которому требуется новое родовое название. Barrett и др. (2007) предложили новое родовое название «Gripposaurus» для этих материалов, но она осталось nomen nudum. Неопубликованные результаты презентации Wang и его коллег на конференции SVP 2017 указывают на то, что "G." sinensis является младшим синонимом луфенгозавра, однако некоторые упомянутые образцы нуждаются в дальнейшем изучении для определения их родственных связей. Wang, Zhao & You (2024) согласились с этой оценкой.

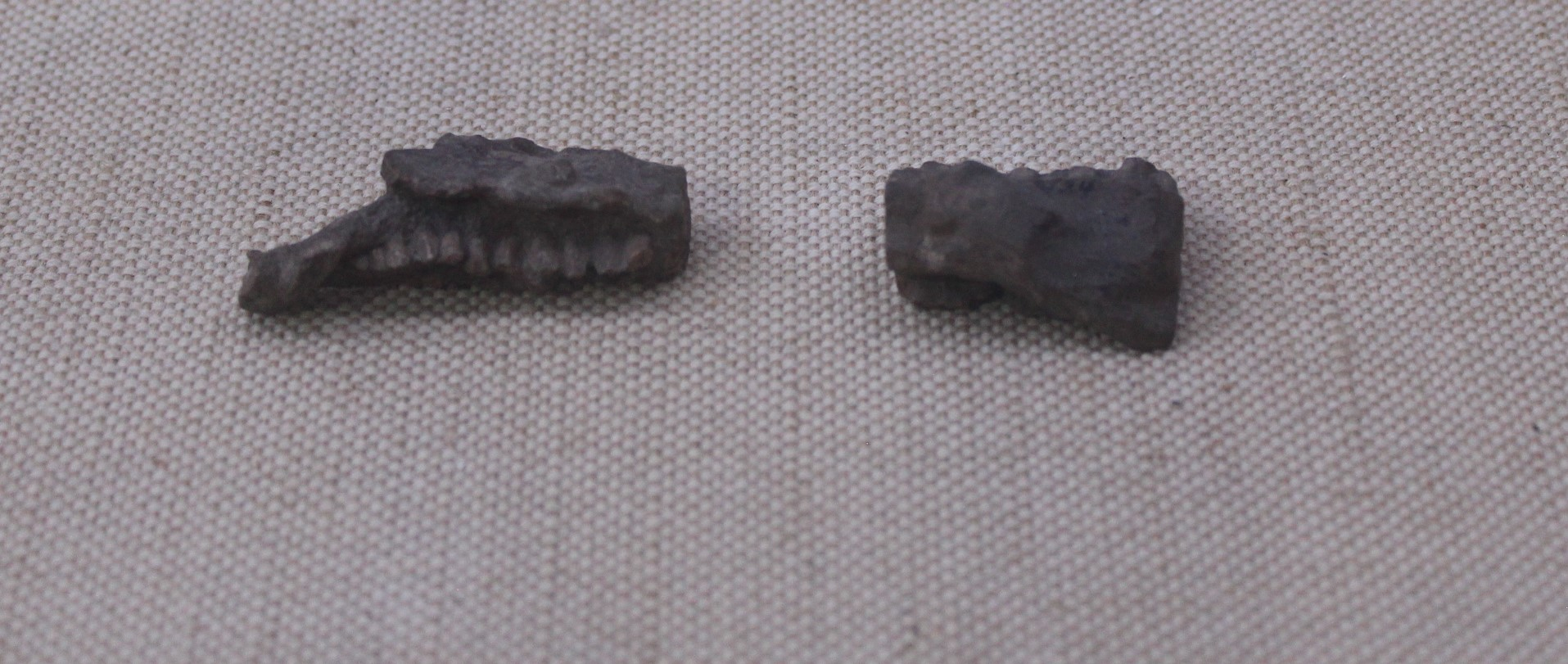
Синтип (верхняя челюсть) "G." sinensis, Палеозоологический музей Китая